# Seznam měst, obcí a vojenských obvodů na Slovensku, A–G
Toto je kompletní seznam slovenských měst, obcí a vojenských obvodů.
- Seznam měst, obcí a vojenských obvodů na Slovensku, A–G
- Seznam měst, obcí a vojenských obvodů na Slovensku, H–L
- Seznam měst, obcí a vojenských obvodů na Slovensku, M–R
- Seznam měst, obcí a vojenských obvodů na Slovensku, S–Ž

A B C Č D E F G H Ch I J K L M N Ň O P R S Š T Ť U V Z Ž

## A
| Jméno                | Okres              | Kraj                 | Německy                  | Maďarsky                      |
| -------------------- | ------------------ | -------------------- | ------------------------ | ----------------------------- |
| Ábelová              | Lučenec            | Banskobystrický kraj |                          | Ábelfalva                     |
| Abovce               | Rimavská Sobota    | Banskobystrický kraj |                          | Abafalva                      |
| Abrahám              | Galanta            | Trnavský kraj        |                          | Ábrahám                       |
| Abrahámovce          | Bardejov           | Prešovský kraj       |                          | Ábrahámfalva                  |
| Abrahámovce          | Kežmarok           | Prešovský kraj       | Abrahamsdorf in der Zips | Ábrahámfalva, Ábrahámpikfalva |
| Abramová             | Turčianske Teplice | Žilinský kraj        | Abrahamsdorf in der Turz | Turócábrahámfalva             |
| Abranovce            | Prešov             | Prešovský kraj       |                          | Ábrány                        |
| Adamovské Kochanovce | Trenčín            | Trenčínský kraj      |                          | Ádámfalva + Vágkohány         |
| Adidovce             | Humenné            | Prešovský kraj       |                          | Agyidóc                       |
| Alekšince            | Nitra              | Nitranský kraj       | Alaxinetz                | Elecske                       |
| Andovce              | Nové Zámky         | Nitranský kraj       |                          | Andód                         |
| Andrejová            | Bardejov           | Prešovský kraj       |                          | Endrevágása                   |
| Ardanovce            | Topoľčany          | Nitranský kraj       |                          | Árdánfalva                    |
| Ardovo               | Rožňava            | Košický kraj         |                          | Pelsőcardó                    |
| Arnutovce            | Spišská Nová Ves   | Košický kraj         | Emaus, Höfchen           | Arnótfalva                    |

## B
| Jméno                  | Okres                                                                                              | Kraj                 | Německy                          | Maďarsky                 |
| ---------------------- | -------------------------------------------------------------------------------------------------- | -------------------- | -------------------------------- | ------------------------ |
| Báb                    | Nitra                                                                                              | Nitranský kraj       |                                  | (Kis-/Nagy-)Báb          |
| Babie                  | Vranov nad Topľou                                                                                  | Prešovský kraj       |                                  | Bábafalva                |
| Babín                  | Námestovo                                                                                          | Žilinský kraj        |                                  | Babin                    |
| Babiná                 | Zvolen                                                                                             | Banskobystrický kraj | Frauenstuhl                      | Bábaszék                 |
| Babindol               | Nitra                                                                                              | Nitranský kraj       |                                  | Babindál                 |
| Babinec                | Rimavská Sobota                                                                                    | Banskobystrický kraj |                                  | Babarét                  |
| Bacúch                 | Brezno                                                                                             | Banskobystrický kraj | Batzuch                          | Vacok                    |
| Bacúrov                | Zvolen                                                                                             | Banskobystrický kraj | Wasserau                         | Bacúr                    |
| Báč                    | Dunajská Streda                                                                                    | Trnavský kraj        |                                  | Bacsfa                   |
| Bačka                  | Trebišov                                                                                           | Košický kraj         |                                  | Bacska                   |
| Bačkov                 | Trebišov                                                                                           | Košický kraj         |                                  | Bacskó                   |
| Bačkovík               | Košice-okolí                                                                                       | Košický kraj         |                                  | Bátyok                   |
| Baďan                  | Banská Štiavnica                                                                                   | Banskobystrický kraj |                                  | Bagyan                   |
| Badín                  | Banská Bystrica                                                                                    | Banskobystrický kraj | Scheiden                         | Erdőbádony               |
| Báhoň                  | Pezinok                                                                                            | Bratislavský kraj    |                                  | Báhony                   |
| Bajany                 | Michalovce                                                                                         | Košický kraj         | Wajon                            | Bajánháza                |
| Bajč                   | Komárno                                                                                            | Nitranský kraj       |                                  | Bajcs                    |
| Bajerov                | Prešov                                                                                             | Prešovský kraj       | Bayersdorf                       | Bajor                    |
| Bajerovce              | Sabinov                                                                                            | Prešovský kraj       | Bayerhau                         | Bajorvágás               |
| Bajka                  | Levice                                                                                             | Nitranský kraj       |                                  | Bajka                    |
| Bajtava                | Nové Zámky                                                                                         | Nitranský kraj       |                                  | Bajta                    |
| Baka                   | Dunajská Streda                                                                                    | Trnavský kraj        |                                  | Baka                     |
| Baláže                 | Banská Bystrica                                                                                    | Banskobystrický kraj | Balasch                          | Balázs                   |
| Baldovce               | Levoča                                                                                             | Prešovský kraj       | Eckersdorf in der Zips           | Baldóc                   |
| Balog nad Ipľom        | Veľký Krtíš                                                                                        | Banskobystrický kraj |                                  | Ipolybalog               |
| Baloň                  | Dunajská Streda                                                                                    | Trnavský kraj        |                                  | Balony                   |
| Baňa                   | Stropkov                                                                                           | Prešovský kraj       |                                  | Bánya / Banja            |
| Banka                  | Piešťany                                                                                           | Trnavský kraj        |                                  | Banka                    |
| Bánov                  | Nové Zámky                                                                                         | Nitranský kraj       |                                  | Bánkeszi                 |
| Bánovce nad Bebravou   | Bánovce nad Bebravou                                                                               | Trenčínský kraj      | Banowitz                         | Bán                      |
| Bánovce nad Ondavou    | Michalovce                                                                                         | Košický kraj         |                                  | Bánóc                    |
| Banská Belá            | Banská Štiavnica                                                                                   | Banskobystrický kraj | Dilln, Düllen                    | Bélabánya                |
| Banská Bystrica        | Banská Bystrica                                                                                    | Banskobystrický kraj | Neusohl                          | Besztercebánya           |
| Banská Štiavnica       | Banská Štiavnica                                                                                   | Banskobystrický kraj | Schemnitz                        | Selmecbánya              |
| Banské                 | Vranov nad Topľou                                                                                  | Prešovský kraj       | Gruben bei Fröhnel               | Bányapataka              |
| Banský Studenec        | Banská Štiavnica                                                                                   | Banskobystrický kraj | Kohlbach bei Schemnitz, Goldbach | Tópatak                  |
| Bara                   | Trebišov                                                                                           | Košický kraj         |                                  | (Kis-/Nagy-)Bári         |
| Barca                  | Rimavská Sobota                                                                                    | Banskobystrický kraj |                                  | Baraca                   |
| Bardejov               | Bardejov                                                                                           | Prešovský kraj       | Bartfeld                         | Bártfa                   |
| Bardoňovo              | Nové Zámky                                                                                         | Nitranský kraj       |                                  | Barsbaracska             |
| Bartošova Lehôtka      | Žiar nad Hronom                                                                                    | Banskobystrický kraj | Legendel bei Kremnitz            | Bartos                   |
| Bartošovce             | Bardejov                                                                                           | Prešovský kraj       |                                  | Bartosfalva              |
| Baška                  | Košice-okolí                                                                                       | Košický kraj         | Baschka                          | Baska                    |
| Baškovce               | Humenné                                                                                            | Prešovský kraj       |                                  | Felsőbaskóc              |
| Baškovce               | Sobrance                                                                                           | Košický kraj         |                                  | Alsóbaskóc               |
| Bašovce                | Piešťany                                                                                           | Trnavský kraj        |                                  | Bassóc                   |
| Batizovce              | Poprad                                                                                             | Prešovský kraj       | Batzdorf in der Zips, Botsdorf   | Batizfalva               |
| Bátka                  | Rimavská Sobota                                                                                    | Banskobystrický kraj |                                  | Bátka                    |
| Bátorová               | Veľký Krtíš                                                                                        | Banskobystrický kraj |                                  | Bátorfalu                |
| Bátorove Kosihy        | Komárno                                                                                            | Nitranský kraj       |                                  | Bátorkeszi               |
| Bátovce                | Levice                                                                                             | Nitranský kraj       | Frauenmarkt                      | Bát                      |
| Beharovce              | Levoča                                                                                             | Prešovský kraj       | Bechersdorf                      | Beharócz                 |
| Beckov                 | Nové Mesto nad Váhom                                                                               | Trenčínský kraj      |                                  | Beckó                    |
| Becherov               | Bardejov                                                                                           | Prešovský kraj       |                                  | Biharó                   |
| Belá                   | Nové Zámky                                                                                         | Nitranský kraj       |                                  | Béla                     |
| Belá                   | Žilina                                                                                             | Žilinský kraj        |                                  | Bella                    |
| Belá-Dulice            | Martin                                                                                             | Žilinský kraj        |                                  | Turócbéla + Gyulafalva   |
| Belá nad Cirochou      | Snina                                                                                              | Prešovský kraj       |                                  | Cirókabéla               |
| Beladice               | Zlaté Moravce                                                                                      | Nitranský kraj       |                                  | Belád                    |
| Belejovce              | Svidník                                                                                            | Prešovský kraj       |                                  | Belejőc                  |
| Belín                  | Rimavská Sobota                                                                                    | Banskobystrický kraj |                                  | Bellény                  |
| Belina                 | Lučenec                                                                                            | Banskobystrický kraj | Bein                             | Béna                     |
| Belince                | Topoľčany                                                                                          | Nitranský kraj       | Bellinz                          | Belinc                   |
| Bellova Ves            | Dunajská Streda                                                                                    | Trnavský kraj        |                                  | Vitény                   |
| Beloveža               | Bardejov                                                                                           | Prešovský kraj       | Belloweesche                     | Bélavésze                |
| Beluj                  | Banská Štiavnica                                                                                   | Banskobystrický kraj |                                  | Béld                     |
| Beluša                 | Púchov                                                                                             | Trenčínský kraj      | Bellusch                         | Bellus                   |
| Belža                  | Košice-okolí                                                                                       | Košický kraj         |                                  | Bölzse                   |
| Beňadiková             | Liptovský Mikuláš                                                                                  | Žilinský kraj        | Sankt Benedikt in der Liptau     | Benedekfalu              |
| Beňadikovce            | Svidník                                                                                            | Prešovský kraj       |                                  | Benedekvágása            |
| Beňadovo               | Námestovo                                                                                          | Žilinský kraj        |                                  | Benedikó                 |
| Beňatina               | Sobrance                                                                                           | Košický kraj         |                                  | Vadászfalva              |
| Beniakovce             | Košice-okolí                                                                                       | Košický kraj         |                                  | Benyék                   |
| Benice                 | Martin                                                                                             | Žilinský kraj        |                                  | Benefalva                |
| Benkovce               | Vranov nad Topľou                                                                                  | Prešovský kraj       |                                  | Benkőfalva               |
| Beňuš                  | Brezno                                                                                             | Banskobystrický kraj | Beneschau bei Bläsenau           | Benesháza                |
| Bernolákovo            | Senec                                                                                              | Bratislavský kraj    | Landschütz                       | Cseklész                 |
| Bertotovce             | Prešov                                                                                             | Prešovský kraj       | Bertholdsdorf                    | Bertót                   |
| Beša                   | Levice                                                                                             | Nitranský kraj       |                                  | Barsbese                 |
| Beša                   | Michalovce                                                                                         | Košický kraj         |                                  | Bés                      |
| Bešeňov                | Nové Zámky                                                                                         | Nitranský kraj       |                                  | Zsitvabesenyő            |
| Bešeňová               | Ružomberok                                                                                         | Žilinský kraj        |                                  | Besenyőfalu              |
| Betlanovce             | Spišská Nová Ves                                                                                   | Košický kraj         | Bethelsdorf                      | Betlenfalva              |
| Betliar                | Rožňava                                                                                            | Košický kraj         | Bettler, Betlern                 | Betlér                   |
| Bežovce                | Sobrance                                                                                           | Košický kraj         |                                  | Bező                     |
| Bidovce                | Košice-okolí                                                                                       | Košický kraj         | Bidowetz                         | Magyarbőd                |
| Biel                   | Trebišov                                                                                           | Košický kraj         |                                  | Bély                     |
| Bielovce               | Levice                                                                                             | Nitranský kraj       |                                  | Ipolybél                 |
| Biely Kostol           | Trnava                                                                                             | Trnavský kraj        | Weißkirchen                      | Pozsonyfehéregyház       |
| Bijacovce              | Levoča                                                                                             | Prešovský kraj       | Bettendorf in der Zips           | Szepesmindszent          |
| Bílkove Humence        | Senica                                                                                             | Trnavský kraj        | Hummenetz                        | Bilka Humenecz           |
| Bíňa                   | Nové Zámky                                                                                         | Nitranský kraj       | Bein                             | Bény                     |
| Bíňovce                | Trnava                                                                                             | Trnavský kraj        | Binowetz                         | Binóc                    |
| Biskupice              | Lučenec                                                                                            | Banskobystrický kraj |                                  | Fülekpüspöki             |
| Biskupová              | Topoľčany                                                                                          | Nitranský kraj       |                                  | Püspökfalu               |
| Bitarová               | Žilina                                                                                             | Žilinský kraj        | Bittersdorf                      | Bitérfalva               |
| Blahová                | Dunajská Streda                                                                                    | Trnavský kraj        |                                  | Rónyapuszta              |
| Blatná na Ostrove      | Dunajská Streda                                                                                    | Trnavský kraj        |                                  | Sárosfa                  |
| Blatná Polianka        | Sobrance                                                                                           | Košický kraj         |                                  | Sárosmező                |
| Blatné                 | Senec                                                                                              | Bratislavský kraj    | Scharfing                        | Pozsonysárfő             |
| Blatné Remety          | Sobrance                                                                                           | Košický kraj         |                                  | Sárosremete              |
| Blatné Revištia        | Sobrance                                                                                           | Košický kraj         |                                  | Sárosrőcse               |
| Blatnica               | Martin                                                                                             | Žilinský kraj        |                                  | Blatnica                 |
| Blažice                | Košice-okolí                                                                                       | Košický kraj         |                                  | Balogd                   |
| Blažovce               | Turčianske Teplice                                                                                 | Žilinský kraj        |                                  | Turócbalázsfalva         |
| Blesovce               | Topoľčany                                                                                          | Nitranský kraj       | Blesowitz, Plesowitz             | Belesz                   |
| Blhovce                | Rimavská Sobota                                                                                    | Banskobystrický kraj |                                  | Balogfala                |
| Bobot                  | Trenčín                                                                                            | Trenčínský kraj      |                                  | Bobót                    |
| Bobrov                 | Námestovo                                                                                          | Žilinský kraj        |                                  | Bobró                    |
| Bobrovček              | Liptovský Mikuláš                                                                                  | Žilinský kraj        | Kleinbobrowetz                   | Kisbobróc                |
| Bobrovec               | Liptovský Mikuláš                                                                                  | Žilinský kraj        | Bobrowetz                        | Nagybobróc               |
| Bobrovník              | Liptovský Mikuláš                                                                                  | Žilinský kraj        |                                  | Bobrovnik                |
| Bočiar                 | Košice-okolí                                                                                       | Košický kraj         |                                  | Bocsárd                  |
| Bodíky                 | Dunajská Streda                                                                                    | Trnavský kraj        |                                  | Nagybodak                |
| Bodiná                 | Považská Bystrica                                                                                  | Trenčínský kraj      |                                  | Bogyós                   |
| Bodorová               | Turčianske Teplice                                                                                 | Žilinský kraj        |                                  | Bodorfalva               |
| Bodovce                | Sabinov                                                                                            | Prešovský kraj       |                                  | Bodonlaka                |
| Bodružal               | Svidník                                                                                            | Prešovský kraj       |                                  | Rózsadomb                |
| Bodza                  | Komárno                                                                                            | Nitranský kraj       |                                  | Bogya                    |
| Bodzianske Lúky        | Komárno                                                                                            | Nitranský kraj       |                                  | Somody                   |
| Bogliarka              | Bardejov                                                                                           | Prešovský kraj       |                                  | Boglárka                 |
| Bohdanovce             | Košice-okolí                                                                                       | Košický kraj         |                                  | Garbócbogdány            |
| Bohdanovce nad Trnavou | Trnava                                                                                             | Trnavský kraj        | Bogdanowitz                      | Bogdány                  |
| Boheľov                | Dunajská Streda                                                                                    | Trnavský kraj        |                                  | Bögellő                  |
| Bohunice               | Ilava                                                                                              | Trenčínský kraj      | Bohunitz                         | Vágbánya (Bohunicz)      |
| Bohunice               | Levice                                                                                             | Nitranský kraj       |                                  | Hontbagonya              |
| Bohúňovo               | Rožňava                                                                                            | Košický kraj         |                                  | Lekenye                  |
| Bojná                  | Topoľčany                                                                                          | Nitranský kraj       |                                  | Nyitrabajna (Bajna)      |
| Bojnice                | Prievidza                                                                                          | Trenčínský kraj      | Weinitz                          | Bajmócz                  |
| Bojničky               | Hlohovec                                                                                           | Trnavský kraj        |                                  | Bajmócska                |
| Boľ                    | Trebišov                                                                                           | Košický kraj         |                                  | Boly                     |
| Boldog                 | Senec                                                                                              | Bratislavský kraj    | Kleinfraukirchen                 | Pozsonyboldogfa          |
| Boleráz                | Trnava                                                                                             | Trnavský kraj        | Frauendorf bei Tyrnau            | Bélaház                  |
| Bolešov                | Ilava                                                                                              | Trenčínský kraj      |                                  | Bolesó                   |
| Boliarov               | Košice-okolí                                                                                       | Košický kraj         |                                  | Bolyár                   |
| Boľkovce               | Lučenec                                                                                            | Banskobystrický kraj |                                  | Bolyk                    |
| Borcová                | Turčianske Teplice                                                                                 | Žilinský kraj        |                                  | Borcfalu                 |
| Borčany                | Bánovce nad Bebravou                                                                               | Trenčínský kraj      |                                  | (Kis-/Nagy-)Borcsány     |
| Borčice                | Ilava                                                                                              | Trenčínský kraj      | Borschitz                        | Borcsic                  |
| Borinka                | Malacky                                                                                            | Bratislavský kraj    | Ballenstein, Paulenstein         | Pozsonyborostyánkő       |
| Borová                 | Trnava                                                                                             | Trnavský kraj        | Joachimsthal bei Tyrnau          | Fenyves                  |
| Borovce                | Piešťany                                                                                           | Trnavský kraj        | Borowitz                         | Vágbori                  |
| Borský Mikuláš         | Senica                                                                                             | Trnavský kraj        | Bursanktnikolaus                 | Búrszentmiklós           |
| Borský Svätý Jur       | Senica                                                                                             | Trnavský kraj        | Bursanktgeorg                    | Búrszentgyörgy           |
| Borša                  | Trebišov                                                                                           | Košický kraj         |                                  | Borsi                    |
| Bory                   | Levice                                                                                             | Nitranský kraj       |                                  | Bori                     |
| Bošáca                 | Nové Mesto nad Váhom                                                                               | Trenčínský kraj      | Böschitz                         | Bossác                   |
| Bošany                 | Partizánske                                                                                        | Trenčínský kraj      |                                  | (Kis-/Nagy-)Bossány      |
| Boťany                 | Trebišov                                                                                           | Košický kraj         |                                  | Battyán                  |
| Bottovo                | Rimavská Sobota                                                                                    | Banskobystrický kraj |                                  | Gernyő / Bottovó         |
| Bôrka                  | Rožňava                                                                                            | Košický kraj         |                                  | Barka                    |
| Bracovce               | Michalovce                                                                                         | Košický kraj         |                                  | Berettő                  |
| Branč                  | Nitra                                                                                              | Nitranský kraj       |                                  | Berencs                  |
| Branovo                | Nové Zámky                                                                                         | Nitranský kraj       |                                  | Kisbaromlak              |
| Bratislava             | Okres Bratislava I Okres Bratislava II Okres Bratislava III Okres Bratislava IV Okres Bratislava V | Bratislavský kraj    | Pressburg                        | Pozsony                  |
| Braväcovo              | Brezno                                                                                             | Banskobystrický kraj | Bretzau                          | Baracka                  |
| Brdárka                | Rožňava                                                                                            | Košický kraj         | Bredersdorf                      | Berdárka                 |
| Brehov                 | Trebišov                                                                                           | Košický kraj         |                                  | Imreg                    |
| Brehy                  | Žarnovica                                                                                          | Banskobystrický kraj | Hochstätten bei Königsberg       | Magasmart                |
| Brekov                 | Humenné                                                                                            | Prešovský kraj       |                                  | Barkó                    |
| Brestov                | Humenné                                                                                            | Prešovský kraj       |                                  | Alsóberek                |
| Brestov                | Prešov                                                                                             | Prešovský kraj       |                                  | Boroszló                 |
| Brestov nad Laborcom   | Medzilaborce                                                                                       | Prešovský kraj       |                                  | Laborczbér               |
| Brestovany             | Trnava                                                                                             | Trnavský kraj        | Brestowan                        | (Alsó-/Felső)Szil        |
| Brestovec              | Komárno                                                                                            | Nitranský kraj       |                                  | Szilas                   |
| Brestovec              | Myjava                                                                                             | Trenčínský kraj      |                                  | Brezóvölgy               |
| Bretejovce             | Prešov                                                                                             | Prešovský kraj       |                                  | Sárosberettő             |
| Bretka                 | Rožňava                                                                                            | Košický kraj         |                                  | Beretke                  |
| Breza                  | Námestovo                                                                                          | Žilinský kraj        |                                  | Breza                    |
| Brezany                | Žilina                                                                                             | Žilinský kraj        |                                  | Litvaberzseny            |
| Brezina                | Trebišov                                                                                           | Košický kraj         |                                  | Kolbása                  |
| Breziny                | Zvolen                                                                                             | Banskobystrický kraj | Klingstolln                      | Zólyomberezna            |
| Breznica               | Stropkov                                                                                           | Prešovský kraj       |                                  | Nagyberezsnye            |
| Breznička              | Poltár                                                                                             | Banskobystrický kraj | Bresnitz                         | Ipolyberzence            |
| Breznička              | Stropkov                                                                                           | Prešovský kraj       |                                  | Kisberezsnye             |
| Brezno                 | Brezno                                                                                             | Banskobystrický kraj | Bries an der Gran, Briesen       | Breznóbánya              |
| Brezolupy              | Bánovce nad Bebravou                                                                               | Trenčínský kraj      |                                  | Bánnyires                |
| Brezov                 | Bardejov                                                                                           | Prešovský kraj       |                                  | Nyírjes                  |
| Brezová pod Bradlom    | Myjava                                                                                             | Trenčínský kraj      | Birkenhain                       | Berezó                   |
| Brezovec               | Snina                                                                                              | Prešovský kraj       |                                  | Berezócz                 |
| Brezovica              | Tvrdošín                                                                                           | Žilinský kraj        |                                  | Brezovica                |
| Brezovica              | Sabinov                                                                                            | Prešovský kraj       | Bersewitz                        | Berzevice                |
| Brezovička             | Sabinov                                                                                            | Prešovský kraj       | Hainburg im Scharosch, Hamburg   | Hámbor                   |
| Brezovka               | Bardejov                                                                                           | Prešovský kraj       |                                  | Berezóka                 |
| Brežany                | Prešov                                                                                             | Prešovský kraj       |                                  | Sárosbuják               |
| Brhlovce               | Levice                                                                                             | Nitranský kraj       | Brihlowitz                       | Kalnáborfő + Tegzesborfő |
| Brieštie               | Turčianske Teplice                                                                                 | Žilinský kraj        | Bries                            | Berestyénfalva           |
| Brodské                | Skalica                                                                                            | Trnavský kraj        | Protzka                          | Gázlós                   |
| Brodzany               | Partizánske                                                                                        | Trenčínský kraj      | Brodian                          | Brogyán                  |
| Brunovce               | Nové Mesto nad Váhom                                                                               | Trenčínský kraj      | Brunnowitz                       | Brunóc                   |
| Brusnica               | Stropkov                                                                                           | Prešovský kraj       |                                  | Borosnya                 |
| Brusník                | Veľký Krtíš                                                                                        | Banskobystrický kraj |                                  | Borosznok                |
| Brusno                 | Banská Bystrica                                                                                    | Banskobystrický kraj |                                  | Borosznó                 |
| Brutovce               | Levoča                                                                                             | Prešovský kraj       | Stenzelau                        | Szepesszentlőrinc        |
| Bruty                  | Nové Zámky                                                                                         | Nitranský kraj       | Barth                            | Bart                     |
| Brvnište               | Považská Bystrica                                                                                  | Trenčínský kraj      |                                  | Boronás                  |
| Brzotín                | Rožňava                                                                                            | Košický kraj         |                                  | Berzéte                  |
| Buclovany              | Bardejov                                                                                           | Prešovský kraj       |                                  | Bucló                    |
| Búč                    | Komárno                                                                                            | Nitranský kraj       |                                  | Búcs                     |
| Bučany                 | Trnava                                                                                             | Trnavský kraj        |                                  | Bucsány                  |
| Budča                  | Zvolen                                                                                             | Banskobystrický kraj | Butsch bei Altsohl               | Zólyombúcs               |
| Budikovany             | Rimavská Sobota                                                                                    | Banskobystrický kraj |                                  | Bugyikfala               |
| Budimír                | Košice-okolí                                                                                       | Košický kraj         | Budamer                          | Budamér                  |
| Budiná                 | Lučenec                                                                                            | Banskobystrický kraj |                                  | Budaszállás              |
| Budince                | Michalovce                                                                                         | Košický kraj         |                                  | Budaháza                 |
| Budiš                  | Turčianske Teplice                                                                                 | Žilinský kraj        | Budisch                          | Turócborkút              |
| Budkovce               | Michalovce                                                                                         | Košický kraj         |                                  | Butka                    |
| Budmerice              | Pezinok                                                                                            | Bratislavský kraj    | Pudmeritz                        | Gidrafa                  |
| Buglovce               | Levoča                                                                                             | Prešovský kraj       | Schreibersdorf, Briegelsdorf     | Göbölfalva               |
| Buková                 | Trnava                                                                                             | Trnavský kraj        | Buchenbrunn bei Tyrnau           | Bikszárd                 |
| Bukovce                | Stropkov                                                                                           | Prešovský kraj       |                                  | (Kis-/Nagy-)Bukóc        |
| Bukovec                | Košice-okolí                                                                                       | Košický kraj         | Buchberg bei Kaschau             | Idabukóc                 |
| Bukovec                | Myjava                                                                                             | Trenčínský kraj      |                                  | Berencsbukóc             |
| Bukovina               | Liptovský Mikuláš                                                                                  | Žilinský kraj        |                                  | Bukovina                 |
| Bulhary                | Lučenec                                                                                            | Banskobystrický kraj |                                  | Bolgárom                 |
| Bunetice               | Košice-okolí                                                                                       | Košický kraj         |                                  | Bunyita                  |
| Bunkovce               | Sobrance                                                                                           | Košický kraj         |                                  | Bunkós                   |
| Bušince                | Veľký Krtíš                                                                                        | Banskobystrický kraj |                                  | Bussa                    |
| Bušovce                | Kežmarok                                                                                           | Prešovský kraj       | Bauschendorf                     | Busóc                    |
| Buzica                 | Košice-okolí                                                                                       | Košický kraj         |                                  | Buzita                   |
| Buzitka                | Lučenec                                                                                            | Banskobystrický kraj |                                  | Bozita / Bozitapuszta    |
| Bystrá                 | Brezno                                                                                             | Banskobystrický kraj |                                  | Sebesér                  |
| Bystrá                 | Stropkov                                                                                           | Prešovský kraj       |                                  | Hegyesbisztra            |
| Bystrany               | Spišská Nová Ves                                                                                   | Košický kraj         | Eulenbach in der Zips, Wellbach  | Ágostháza                |
| Bystré                 | Vranov nad Topľou                                                                                  | Prešovský kraj       |                                  | Tapolybeszterce          |
| Bystričany             | Prievidza                                                                                          | Trenčínský kraj      |                                  | Besztercsény             |
| Bystrička              | Martin                                                                                             | Žilinský kraj        |                                  | Turóczbeszterce          |
| Byšta                  | Trebišov                                                                                           | Košický kraj         |                                  | Biste                    |
| Bytča                  | Bytča                                                                                              | Žilinský kraj        | Botsch an der Waag/Kleinbitsch   | (Nagy-)Biccse            |
| Bzenica                | Žiar nad Hronom                                                                                    | Banskobystrický kraj | Senitz bei Scharnowitz           | Szénásfalu               |
| Bzenov                 | Prešov                                                                                             | Prešovský kraj       |                                  | Berzenke                 |
| Bzince pod Javorinou   | Nové Mesto nad Váhom                                                                               | Trenčínský kraj      |                                  | (Alsó-/Felső-)Botfalva   |
| Bziny                  | Dolný Kubín                                                                                        | Žilinský kraj        |                                  | Bezine                   |
| Bzovík                 | Krupina                                                                                            | Banskobystrický kraj |                                  | Bozók                    |
| Bzovská Lehôtka        | Zvolen                                                                                             | Banskobystrický kraj |                                  | Bozókszabadi             |
| Bžany                  | Stropkov                                                                                           | Prešovský kraj       |                                  | Bodzás                   |

## C
| Jméno       | Okres                | Kraj                 | Německy     | Maďarsky          |
| ----------- | -------------------- | -------------------- | ----------- | ----------------- |
| Cabaj-Čápor | Nitra                | Nitranský kraj       |             | Czabaj-Csápor     |
| Cabov       | Vranov nad Topľou    | Prešovský kraj       |             | Csábóc            |
| Cakov       | Rimavská Sobota      | Banskobystrický kraj |             | Czakó             |
| Cejkov      | Trebišov             | Košický kraj         | Zecke       | Céke              |
| Cernina     | Svidník              | Prešovský kraj       |             | Felsőcsernye      |
| Cerová      | Senica               | Trnavský kraj        | Konradstein | Korlátkő (Cerova) |
| Cerovo      | Krupina              | Banskobystrický kraj |             | Cseri             |
| Cestice     | Košice-okolí         | Košický kraj         |             | Szeszta           |
| Cífer       | Trnava               | Trnavský kraj        | Ziffer      | Cífer             |
| Cigeľ       | Prievidza            | Trenčínský kraj      | Ziegel      | Cégely            |
| Cigeľka     | Bardejov             | Prešovský kraj       |             | Cigelka           |
| Cigla       | Svidník              | Prešovský kraj       |             | Cigla             |
| Cimenná     | Bánovce nad Bebravou | Trenčínský kraj      |             | Újvíz             |
| Cinobaňa    | Poltár               | Banskobystrický kraj | Frauenberg  | Szinóbánya        |

## Č
| Jméno                  | Okres                | Kraj                 | Německy          | Maďarsky                             |
| ---------------------- | -------------------- | -------------------- | ---------------- | ------------------------------------ |
| Čabalovce              | Medzilaborce         | Prešovský kraj       |                  | Csabaháza                            |
| Čabiny                 | Medzilaborce         | Prešovský kraj       |                  | (Felső-/Alsó-)Csebény                |
| Čabradský Vrbovok      | Krupina              | Banskobystrický kraj |                  | Csábrágvarbók                        |
| Čadca                  | Čadca                | Žilinský kraj        | Tschadsa         | Csaca (Csáca)                        |
| Čachtice               | Nové Mesto nad Váhom | Trenčínský kraj      | Schächtitz       | Csejte                               |
| Čajkov                 | Levice               | Nitranský kraj       |                  | Csejkő                               |
| Čaka                   | Levice               | Nitranský kraj       |                  | Cseke                                |
| Čakajovce              | Nitra                | Nitranský kraj       |                  | Csekej                               |
| Čakanovce              | Košice-okolí         | Košický kraj         |                  | Ósvacsákány                          |
| Čakanovce              | Lučenec              | Banskobystrický kraj |                  | Csákányháza                          |
| Čakany                 | Dunajská Streda      | Trnavský kraj        | Knitteldorf      | Pozsonycsákány                       |
| Čaklov                 | Vranov nad Topľou    | Prešovský kraj       |                  | Csáklyó                              |
| Čalovec                | Komárno              | Nitranský kraj       |                  | Megyercs                             |
| Čamovce                | Lučenec              | Banskobystrický kraj |                  | Csomatelke                           |
| Čaňa                   | Košice-okolí         | Košický kraj         | Tschaan          | Hernádcsány                          |
| Čaradice               | Zlaté Moravce        | Nitranský kraj       | Tharaditz        | Csárad                               |
| Čáry                   | Senica               | Trnavský kraj        |                  | Csári                                |
| Častá                  | Pezinok              | Bratislavský kraj    | Schattmannsdorf  | Cseszte                              |
| Častkov                | Senica               | Trnavský kraj        | Tschätschowe     | Császkó                              |
| Častkovce              | Nové Mesto nad Váhom | Trenčínský kraj      | Tschästkowitz    | Császtó                              |
| Čata                   | Levice               | Nitranský kraj       |                  | Csata                                |
| Čataj                  | Senec                | Bratislavský kraj    | Schattein        | Csataj                               |
| Čavoj                  | Prievidza            | Trenčínský kraj      | Sauershau        | Csavajó                              |
| Čebovce                | Veľký Krtíš          | Banskobystrický kraj |                  | Csáb                                 |
| Čečehov                | Michalovce           | Košický kraj         |                  | Zuhogó                               |
| Čečejovce              | Košice-okolí         | Košický kraj         | Schötzdorf       | Csécs                                |
| Čechy                  | Nové Zámky           | Nitranský kraj       |                  | Komáromcsehi                         |
| Čechynce               | Nitra                | Nitranský kraj       |                  | Nitracsehi                           |
| Čekovce                | Krupina              | Banskobystrický kraj |                  | Csákóc                               |
| Čeľadice               | Nitra                | Nitranský kraj       |                  | Család                               |
| Čeľadince              | Topoľčany            | Nitranský kraj       |                  | Családka                             |
| Čeláre                 | Veľký Krtíš          | Banskobystrický kraj |                  | Csalár                               |
| Čelkova Lehota         | Považská Bystrica    | Trenčínský kraj      |                  | Cselkószabadja                       |
| Čelovce                | Prešov               | Prešovský kraj       |                  | Cselfalva                            |
| Čeľovce                | Trebišov             | Košický kraj         |                  | Cselej                               |
| Čelovce                | Veľký Krtíš          | Banskobystrický kraj |                  | Csall                                |
| Čenkovce               | Dunajská Streda      | Trnavský kraj        |                  | Csenke                               |
| Čereňany               | Prievidza            | Trenčínský kraj      | Tscherenein      | Cserenye                             |
| Čerenčany              | Rimavská Sobota      | Banskobystrický kraj |                  | Cserencsény                          |
| Čerhov                 | Trebišov             | Košický kraj         | Tschergau        | Csörgő                               |
| Čerín                  | Banská Bystrica      | Banskobystrický kraj | Fanischhain      | Cserény                              |
| Čermany                | Topoľčany            | Nitranský kraj       | Tschermann       | Csermend                             |
| Černík                 | Nové Zámky           | Nitranský kraj       | Tschörnock       | Csornok                              |
| Černina                | Humenné              | Prešovský kraj       |                  | Alsócsernye                          |
| Černochov              | Trebišov             | Košický kraj         |                  | Csarnahó                             |
| Čertižné               | Medzilaborce         | Prešovský kraj       |                  | Nagycsertész                         |
| Červená Voda           | Sabinov              | Prešovský kraj       |                  | Kisszebenmajor (Kisszebeni majorság) |
| Červeňany              | Veľký Krtíš          | Banskobystrický kraj |                  | Veres                                |
| Červenica              | Prešov               | Prešovský kraj       |                  | Vörösvágás                           |
| Červenica pri Sabinove | Sabinov              | Prešovský kraj       | Tschernewitz     | Vörösalma                            |
| Červeník               | Hlohovec             | Trnavský kraj        |                  | Vágvörösvár                          |
| Červený Hrádok         | Zlaté Moravce        | Nitranský kraj       |                  | Barsvörösvár                         |
| Červený Kameň          | Ilava                | Trenčínský kraj      | Rothenstein      | Vöröskő                              |
| Červený Kláštor        | Kežmarok             | Prešovský kraj       | Rotes Kloster    | Vöröskolostor                        |
| České Brezovo          | Poltár               | Banskobystrický kraj | Böhmisch-Briesau | Csehberek                            |
| Čičarovce              | Michalovce           | Košický kraj         | Tschetscher      | Csicser                              |
| Čičava                 | Vranov nad Topľou    | Prešovský kraj       | Tschitschau      | Csicsóka                             |
| Čičmany                | Žilina               | Žilinský kraj        | Zimmermannshau   | Csicsmány                            |
| Číčov                  | Komárno              | Nitranský kraj       |                  | Csicsó                               |
| Čierna                 | Trebišov             | Košický kraj         |                  | Ágcsernyő                            |
| Čierna Lehota          | Bánovce nad Bebravou | Trenčínský kraj      |                  | Csarnólak                            |
| Čierna Lehota          | Rožňava              | Košický kraj         | Kleinslawsdorf   | Szabados                             |
| Čierna nad Tisou       | Trebišov             | Košický kraj         | -                | Tiszacsernyő                         |
| Čierna Voda            | Galanta              | Trnavský kraj        | Schwarzwasser    | Feketenyék                           |
| Čierne                 | Čadca                | Žilinský kraj        |                  | Cserne                               |
| Čierne Kľačany         | Zlaté Moravce        | Nitranský kraj       | Klatschan        | Feketekelecsény                      |
| Čierne nad Topľou      | Vranov nad Topľou    | Prešovský kraj       |                  | Felsőfeketepatak                     |
| Čierne Pole            | Michalovce           | Košický kraj         |                  | Feketemező                           |
| Čierny Balog           | Brezno               | Banskobystrický kraj | Schwarzseifen    | Feketebalog                          |
| Čierny Brod            | Galanta              | Trnavský kraj        |                  | Vízkelet + Hegy                      |
| Čierny Potok           | Rimavská Sobota      | Banskobystrický kraj |                  | Feketepatak (Czövekfa puszta)        |
| Čifáre                 | Nitra                | Nitranský kraj       |                  | Csiffár                              |
| Čiližská Radvaň        | Dunajská Streda      | Trnavský kraj        | Radwans          | Csilizradvány                        |
| Čimhová                | Tvrdošín             | Žilinský kraj        |                  | Csimhova                             |
| Čirč                   | Stará Ľubovňa        | Prešovský kraj       |                  | Csércs                               |
| Číž                    | Rimavská Sobota      | Banskobystrický kraj |                  | Csíz                                 |
| Čižatice               | Košice-okolí         | Košický kraj         |                  | Tizsite                              |
| Čoltovo                | Rožňava              | Košický kraj         |                  | Csoltó                               |
| Čremošné               | Turčianske Teplice   | Žilinský kraj        |                  | Turócmeggyes                         |
| Čučma                  | Rožňava              | Košický kraj         |                  | Csucsom                              |
| Čukalovce              | Snina                | Prešovský kraj       |                  | Csukaháza                            |

## D
| Jméno                  | Okres                | Kraj                 | Německy                          | Maďarsky                                       |
| ---------------------- | -------------------- | -------------------- | -------------------------------- | ---------------------------------------------- |
| Ďačov                  | Sabinov              | Prešovský kraj       | Deutschhalmen                    | Décső                                          |
| Dačov Lom              | Veľký Krtíš          | Banskobystrický kraj | (Unter-/Ober-)Lam                | (Felső-/Alsó-)Dacsólám                         |
| Daletice               | Sabinov              | Prešovský kraj       |                                  | Deléte                                         |
| Danišovce              | Spišská Nová Ves     | Košický kraj         | Diensdorf                        | Dénesfalva                                     |
| Ďanová                 | Martin               | Žilinský kraj        |                                  | Deánfalva                                      |
| Ďapalovce              | Vranov nad Topľou    | Prešovský kraj       |                                  | Gyapár                                         |
| Dargov                 | Trebišov             | Košický kraj         |                                  | Dargó                                          |
| Davidov                | Vranov nad Topľou    | Prešovský kraj       |                                  | Dávidvágása                                    |
| Debraď                 | Košice-okolí         | Košický kraj         |                                  | Debrőd                                         |
| Dedačov                | Humenné              | Prešovský kraj       |                                  | Dedafalva                                      |
| Dedina Mládeže         | Komárno              | Nitranský kraj       |                                  | Ifjúságfalva                                   |
| Dedinka                | Nové Zámky           | Nitranský kraj       |                                  | Fajkürt                                        |
| Dedinky                | Rožňava              | Košický kraj         | Dörfel                           | Imrichfalu (+ Kisistvánd)                      |
| Dechtice               | Trnava               | Trnavský kraj        | Degitz                           | Dejte                                          |
| Dekýš                  | Banská Štiavnica     | Banskobystrický kraj | Teckisch                         | Gyökös                                         |
| Demandice              | Levice               | Nitranský kraj       | Demenditz                        | Deménd                                         |
| Demänovská Dolina      | Liptovský Mikuláš    | Žilinský kraj        | Schlangenthal                    | Deménvölgy                                     |
| Demjata                | Prešov               | Prešovský kraj       |                                  | Deméte                                         |
| Detrík                 | Vranov nad Topľou    | Prešovský kraj       |                                  | Detre                                          |
| Detva                  | Detva                | Banskobystrický kraj | Dettwa                           | Gyetva                                         |
| Detvianska Huta        | Detva                | Banskobystrický kraj | Glashütten bei Dettwa            | Zólyommiklós                                   |
| Devičany               | Levice               | Nitranský kraj       | (Unter-/Ober-)Prandorf           | (Felső-/Alsó-)Baka                             |
| Devičie                | Krupina              | Banskobystrický kraj |                                  | Devicse                                        |
| Dežerice               | Bánovce nad Bebravou | Trenčínský kraj      | Descher                          | Dezsér                                         |
| Diaková                | Martin               | Žilinský kraj        |                                  | Deákfalu                                       |
| Diakovce               | Šaľa                 | Nitranský kraj       |                                  | Deáki                                          |
| Diviacka Nová Ves      | Prievidza            | Trenčínský kraj      | Diweggneudorf                    | Divékújfalu                                    |
| Diviaky nad Nitricou   | Prievidza            | Trenčínský kraj      | Diwegg an der Nitritz            | Nyitradivék                                    |
| Divín                  | Lučenec              | Banskobystrický kraj |                                  | Divény                                         |
| Divina                 | Žilina               | Žilinský kraj        |                                  | Nagydivény                                     |
| Divinka                | Žilina               | Žilinský kraj        |                                  | Kisdivény                                      |
| Dlhá                   | Trnava               | Trnavský kraj        | Langendorf bei Dürrnbach         | Felsőhosszúfalu                                |
| Dlhá nad Kysucou       | Čadca                | Žilinský kraj        |                                  | Dlhavölgy                                      |
| Dlhá nad Oravou        | Dolný Kubín          | Žilinský kraj        |                                  | Dluha                                          |
| Dlhá nad Váhom         | Šaľa                 | Nitranský kraj       | Langendorf an der Waag           | Vághosszúfalu                                  |
| Dlhá Ves               | Rožňava              | Košický kraj         |                                  | Gömörhosszúszó                                 |
| Dlhé Klčovo            | Vranov nad Topľou    | Prešovský kraj       | Deutsch Langenfeld               | Kolcsmező                                      |
| Dlhé nad Cirochou      | Snina                | Prešovský kraj       |                                  | Cirókahosszúmező                               |
| Dlhé Pole              | Žilina               | Žilinský kraj        | Langenfeld                       | Trencsénhosszúmező                             |
| Dlhé Stráže            | Levoča               | Prešovský kraj       | Längwarth                        | Lengvárt                                       |
| Dlhoňa                 | Svidník              | Prešovský kraj       |                                  | Dolgonya                                       |
| Dlžín                  | Prievidza            | Trenčínský kraj      |                                  | Delzsény                                       |
| Dobrá                  | Trebišov             | Košický kraj         |                                  | Kisdobra                                       |
| Dobrá Niva             | Zvolen               | Banskobystrický kraj | Döbring                          | Dobronya                                       |
| Dobrá Voda             | Trnava               | Trnavský kraj        | Gutwasser, Guttenstein           | Jókő                                           |
| Dobroč                 | Lučenec              | Banskobystrický kraj | Dobrotz                          | Dabar                                          |
| Dobrohošť              | Dunajská Streda      | Trnavský kraj        |                                  | Doborgaz                                       |
| Dobroslava             | Svidník              | Prešovský kraj       |                                  | Dobroszló                                      |
| Dobšiná                | Rožňava              | Košický kraj         | Dobschau                         | Dobsina                                        |
| Dohňany                | Púchov               | Trenčínský kraj      |                                  | Dohnány                                        |
| Dojč                   | Senica               | Trnavský kraj        | Toytsch                          | Dócs                                           |
| Doľany                 | Pezinok              | Bratislavský kraj    | Ottenthal                        | Ottóvölgy                                      |
| Doľany                 | Levoča               | Prešovský kraj       |                                  | Dolyán                                         |
| Dolinka                | Veľký Krtíš          | Banskobystrický kraj |                                  | Inám                                           |
| Dolná Breznica         | Púchov               | Trenčínský kraj      | Unterbresnitz                    | Alsónyiresd                                    |
| Dolná Krupá            | Trnava               | Trnavský kraj        | Niederkrombach                   | Alsókorompa                                    |
| Dolná Lehota           | Brezno               | Banskobystrický kraj |                                  | Alsószabadi                                    |
| Dolná Mariková         | Považská Bystrica    | Trenčínský kraj      | Untermarikowa                    | Alsómarikó                                     |
| Dolná Mičiná           | Banská Bystrica      | Banskobystrický kraj | Niedermitschina                  | Alsómicsinye                                   |
| Dolná Poruba           | Trenčín              | Trenčínský kraj      | Unterporub                       | Berces                                         |
| Dolná Seč              | Levice               | Nitranský kraj       |                                  | Alsószecse                                     |
| Dolná Streda           | Galanta              | Trnavský kraj        |                                  | Alsószerdahely                                 |
| Dolná Strehová         | Veľký Krtíš          | Banskobystrický kraj | Unterstriegau                    | Alsósztregova                                  |
| Dolná Súča             | Trenčín              | Trenčínský kraj      | Untersutsch                      | Alsószúcs                                      |
| Dolná Tižina           | Žilina               | Žilinský kraj        |                                  | Alsótizsény                                    |
| Dolná Trnávka          | Žiar nad Hronom      | Banskobystrický kraj |                                  | Alsótárnok                                     |
| Dolná Ves              | Žiar nad Hronom      | Banskobystrický kraj | Schwabendorf bei Kremnitz        | Sváb                                           |
| Dolná Ždaňa            | Žiar nad Hronom      | Banskobystrický kraj |                                  | Alsózsadány                                    |
| Dolné Dubové           | Trnava               | Trnavský kraj        | Unterdubowan                     | Alsódombó                                      |
| Dolné Kočkovce         | Púchov               | Trenčínský kraj      |                                  | Alsókocskóc                                    |
| Dolné Lefantovce       | Nitra                | Nitranský kraj       | Elefant                          | Alsóelefánt                                    |
| Dolné Lovčice          | Trnava               | Trnavský kraj        |                                  | Alsólóc                                        |
| Dolné Mladonice        | Krupina              | Banskobystrický kraj | Niedermladonitz                  | Alsólegénd                                     |
| Dolné Naštice          | Bánovce nad Bebravou | Trenčínský kraj      | Unternastitz                     | Alsóneszte                                     |
| Dolné Obdokovce        | Nitra                | Nitranský kraj       |                                  | Alsóbodok                                      |
| Dolné Orešany          | Trnava               | Trnavský kraj        | Unternußdorf                     | Alsódiós                                       |
| Dolné Otrokovce        | Hlohovec             | Trnavský kraj        | Unterottrokowitz                 | Alsóatrak                                      |
| Dolné Plachtince       | Veľký Krtíš          | Banskobystrický kraj |                                  | Alsópalojta                                    |
| Dolné Saliby           | Galanta              | Trnavský kraj        |                                  | Alsószeli                                      |
| Dolné Semerovce        | Levice               | Nitranský kraj       |                                  | Alsószemeréd                                   |
| Dolné Srnie            | Nové Mesto nad Váhom | Trenčínský kraj      |                                  | Alsószernye                                    |
| Dolné Strháre          | Veľký Krtíš          | Banskobystrický kraj | Niederstracherau                 | Alsóesztergály                                 |
| Dolné Trhovište        | Hlohovec             | Trnavský kraj        | Unterwascharditz                 | Alsóvásárd                                     |
| Dolné Vestenice        | Prievidza            | Trenčínský kraj      | Niederwestenitz                  | Alsóvesztény                                   |
| Dolné Zahorany         | Rimavská Sobota      | Banskobystrický kraj |                                  | Magyarhegymeg                                  |
| Dolné Zelenice         | Hlohovec             | Trnavský kraj        | Unterzelenitz                    | Alsózélle                                      |
| Dolný Badín            | Krupina              | Banskobystrický kraj | Unterbadin                       | Alsóbágyon                                     |
| Dolný Bar              | Dunajská Streda      | Trnavský kraj        |                                  | Albár                                          |
| Dolný Harmanec         | Banská Bystrica      | Banskobystrický kraj | Niederherm                       | Alsóhermánd                                    |
| Dolný Hričov           | Žilina               | Žilinský kraj        | Niederhritschau                  | Alsóricsó                                      |
| Dolný Chotár           | Galanta              | Trnavský kraj        |                                  | Alsóhatár                                      |
| Dolný Kalník           | Martin               | Žilinský kraj        |                                  | Alsókálnok                                     |
| Dolný Kubín            | Dolný Kubín          | Žilinský kraj        | Unterkubin                       | Alsókubin                                      |
| Dolný Lieskov          | Považská Bystrica    | Trenčínský kraj      |                                  | Alsómogyoród                                   |
| Dolný Lopašov          | Piešťany             | Trnavský kraj        |                                  | Alsólopassó                                    |
| Dolný Ohaj             | Nové Zámky           | Nitranský kraj       |                                  | Ohaj                                           |
| Dolný Pial             | Levice               | Nitranský kraj       |                                  | Alsópél                                        |
| Dolný Štál             | Dunajská Streda      | Trnavský kraj        | Ischthal                         | Alistál                                        |
| Dolný Vadičov          | Kysucké Nové Mesto   | Žilinský kraj        |                                  | Alsóvadas                                      |
| Domadice               | Levice               | Nitranský kraj       |                                  | Dalmad                                         |
| Domaníky               | Krupina              | Banskobystrický kraj | Doming                           | Dömeháza                                       |
| Domaniža               | Považská Bystrica    | Trenčínský kraj      |                                  | Demény                                         |
| Domaňovce              | Levoča               | Prešovský kraj       | Domensdorf                       | Dománfalva                                     |
| Donovaly               | Banská Bystrica      | Banskobystrický kraj |                                  | Dóval                                          |
| Drábsko                | Brezno               | Banskobystrický kraj |                                  | Darabos                                        |
| Drahňov                | Michalovce           | Košický kraj         |                                  | Deregnyő                                       |
| Drahovce               | Piešťany             | Trnavský kraj        | Drahowitz                        | Vágdebrőd                                      |
| Dravce                 | Levoča               | Prešovský kraj       | Drautz                           | Szepesdaróc                                    |
| Dražice                | Rimavská Sobota      | Banskobystrický kraj |                                  | Perjése                                        |
| Dražkovce              | Martin               | Žilinský kraj        | Andreasjoseph                    | Draskócvölgye                                  |
| Drážovce               | Krupina              | Banskobystrický kraj | Dahowitz, Draschowitz            | Darázsi                                        |
| Drienčany              | Rimavská Sobota      | Banskobystrický kraj |                                  | Derencsény                                     |
| Drienica               | Sabinov              | Prešovský kraj       |                                  | Felsősom                                       |
| Drienov                | Prešov               | Prešovský kraj       | Schomosch                        | Somos                                          |
| Drienovec              | Košice-okolí         | Košický kraj         |                                  | Somodi                                         |
| Drienovo               | Krupina              | Banskobystrický kraj |                                  | Csábrágsomos                                   |
| Drienovská Nová Ves    | Prešov               | Prešovský kraj       |                                  | Somosújfalu                                    |
| Drietoma               | Trenčín              | Trenčínský kraj      |                                  | Drétoma                                        |
| Drňa                   | Rimavská Sobota      | Banskobystrický kraj |                                  | Darnya                                         |
| Drnava                 | Rožňava              | Košický kraj         | Dernau                           | Dernő                                          |
| Družstevná pri Hornáde | Košice-okolí         | Košický kraj         |                                  | Hernádszentistván (+Sároskisfalu + Tapolcsány) |
| Drženice               | Levice               | Nitranský kraj       | Dersenitz                        | Derzsenye                                      |
| Držkovce               | Revúca               | Banskobystrický kraj | Derschkowitz bei Eltsch          | Deresk                                         |
| Ďubákovo               | Poltár               | Banskobystrický kraj |                                  | Vágó                                           |
| Dubinné                | Bardejov             | Prešovský kraj       |                                  | Tölgyed                                        |
| Dubnica nad Váhom      | Ilava                | Trenčínský kraj      | Dubnitz an der Waag              | Máriatölgyes                                   |
| Dubnička               | Bánovce nad Bebravou | Trenčínský kraj      |                                  | Bántölgyes                                     |
| Dubník                 | Nové Zámky           | Nitranský kraj       |                                  | Csúz                                           |
| Dubno                  | Rimavská Sobota      | Banskobystrický kraj |                                  | Dobfenek                                       |
| Dubodiel               | Trenčín              | Trenčínský kraj      |                                  | Trencséntölgyes                                |
| Dubová                 | Pezinok              | Bratislavský kraj    | Wernersdorf                      | Cserfalu                                       |
| Dubová                 | Svidník              | Prešovský kraj       |                                  | Cseres                                         |
| Dubovany               | Piešťany             | Trnavský kraj        | (Unter-/Ober-)Dubowan            | (Alsó-/Felső-)Dubovány                         |
| Dubovce                | Skalica              | Trnavský kraj        |                                  | Farkashelyvidovány                             |
| Dubové                 | Turčianske Teplice   | Žilinský kraj        |                                  | Turóctölgyes                                   |
| Dubové                 | Zvolen               | Banskobystrický kraj | Dauben                           | Dobó                                           |
| Dubovec                | Rimavská Sobota      | Banskobystrický kraj |                                  | Dobóca                                         |
| Dubovica               | Sabinov              | Prešovský kraj       |                                  | Tarcadobó                                      |
| Dúbrava                | Liptovský Mikuláš    | Žilinský kraj        |                                  | Dubrava                                        |
| Dúbrava                | Levoča               | Prešovský kraj       | Eichendorf, Dubrawetz, Dubrawitz | Szepestölgyes                                  |
| Dúbrava                | Snina                | Prešovský kraj       |                                  | Kistölgyes                                     |
| Dúbravica              | Banská Bystrica      | Banskobystrický kraj | Dubrawitza                       | Dubravica                                      |
| Dúbravka               | Michalovce           | Košický kraj         |                                  | Dobróka                                        |
| Dúbravy                | Detva                | Banskobystrický kraj |                                  | Kisócsa                                        |
| Ducové                 | Piešťany             | Trnavský kraj        | Dutzau                           | Ducó                                           |
| Dudince                | Krupina              | Banskobystrický kraj | Dudintze                         | Gyügy                                          |
| Dukovce                | Svidník              | Prešovský kraj       |                                  | Dukafalva                                      |
| Dulov                  | Ilava                | Trenčínský kraj      |                                  | Dúlóújfalu                                     |
| Dulova Ves             | Prešov               | Prešovský kraj       |                                  | Sósgyülvész                                    |
| Dulovce                | Komárno              | Nitranský kraj       | Neudalla                         | Újgyalla                                       |
| Dulovo                 | Rimavská Sobota      | Banskobystrický kraj |                                  | Dúlháza                                        |
| Dunajov                | Čadca                | Žilinský kraj        |                                  | Dunajó                                         |
| Dunajská Lužná         | Senec                | Bratislavský kraj    | Mischdorf                        | -                                              |
| Dunajská Streda        | Dunajská Streda      | Trnavský kraj        | Niedermarkt                      | Dunaszerdahely                                 |
| Dunajský Klátov        | Dunajská Streda      | Trnavský kraj        |                                  | Dunatőkés                                      |
| Duplín                 | Stropkov             | Prešovský kraj       | Dublen                           | Bányavölgy                                     |
| Ďurčiná                | Žilina               | Žilinský kraj        |                                  | Györkeháza                                     |
| Ďurďoš                 | Vranov nad Topľou    | Prešovský kraj       |                                  | Györgyös                                       |
| Ďurďošík               | Košice-okolí         | Košický kraj         | Sankt Georgen                    | Györgyi                                        |
| Ďurďové                | Považská Bystrica    | Trenčínský kraj      |                                  | Gergőfalva                                     |
| Ďurkov                 | Košice-okolí         | Košický kraj         |                                  | Györke                                         |
| Ďurková                | Stará Ľubovňa        | Prešovský kraj       |                                  | Györkvágása                                    |
| Ďurkovce               | Veľký Krtíš          | Banskobystrický kraj |                                  | Gyürki                                         |
| Dvorany nad Nitrou     | Topoľčany            | Nitranský kraj       |                                  | Farkasudvar                                    |
| Dvorec                 | Bánovce nad Bebravou | Trenčínský kraj      |                                  | Bánudvard                                      |
| Dvorianky              | Trebišov             | Košický kraj         |                                  | Szécsudvar                                     |
| Dvorníky               | Hlohovec             | Trnavský kraj        |                                  | Udvarnok                                       |
| Dvorníky-Včeláre       | Košice-okolí         | Košický kraj         |                                  | Méhészudvarnok                                 |
| Dvory nad Žitavou      | Nové Zámky           | Nitranský kraj       |                                  | Udvard                                         |

## E
| Jméno | Okres    | Kraj         | Německy | Maďarsky   |
| ----- | -------- | ------------ | ------- | ---------- |
| Egreš | Trebišov | Košický kraj |         | Szécsegres |

## F
| Jméno             | Okres           | Kraj                 | Německy                     | Maďarsky     |
| ----------------- | --------------- | -------------------- | --------------------------- | ------------ |
| Fačkov            | Žilina          | Žilinský kraj        | Fatschenau                  | Facskó       |
| Falkušovce        | Michalovce      | Košický kraj         |                             | Falkus       |
| Farná             | Levice          | Nitranský kraj       | Pfaffendorf bei Seldin      | Farnad       |
| Fekišovce         | Sobrance        | Košický kraj         |                             | Fekésháza    |
| Figa              | Rimavská Sobota | Banskobystrický kraj |                             | Gömörfüge    |
| Fijaš             | Svidník         | Prešovský kraj       |                             | Fias         |
| Fiľakovo          | Lučenec         | Banskobystrický kraj | Fülleck                     | Fülek        |
| Fiľakovské Kováče | Lučenec         | Banskobystrický kraj |                             | Fülekkovácsi |
| Fintice           | Prešov          | Prešovský kraj       |                             | Finta        |
| Folkušová         | Martin          | Žilinský kraj        |                             | Folkusfalva  |
| Forbasy           | Stará Ľubovňa   | Prešovský kraj       | Forbs                       | Poprádfalu   |
| Frička            | Bardejov        | Prešovský kraj       | Fritsch                     | Felsőfricske |
| Fričkovce         | Bardejov        | Prešovský kraj       | Fritschhau                  | Alsófricske  |
| Fričovce          | Prešov          | Prešovský kraj       | Friedrichsdorf im Scharosch | Frics        |
| Fulianka          | Prešov          | Prešovský kraj       |                             | Fulyán       |

## G
| Jméno               | Okres             | Kraj                 | Německy                 | Maďarsky                     |
| ------------------- | ----------------- | -------------------- | ----------------------- | ---------------------------- |
| Gabčíkovo           | Dunajská Streda   | Trnavský kraj        | Bösch                   | Bős                          |
| Gaboltov            | Bardejov          | Prešovský kraj       |                         | Galbatő                      |
| Gajary              | Malacky           | Bratislavský kraj    | Gayring                 | Gajar                        |
| Galanta             | Galanta           | Trnavský kraj        | Gallandau               | Galánta                      |
| Galovany            | Liptovský Mikuláš | Žilinský kraj        | Gallendorf              | Gálfalu                      |
| Gáň                 | Galanta           | Trnavský kraj        |                         | Gány                         |
| Gánovce             | Poprad            | Prešovský kraj       | Gansdorf                | Gánóc                        |
| Gbeľany             | Žilina            | Žilinský kraj        |                         | Egbelény                     |
| Gbelce              | Nové Zámky        | Nitranský kraj       |                         | Köbölkút                     |
| Gbely               | Skalica           | Trnavský kraj        | Eggbell                 | Egbell                       |
| Geča                | Košice-okolí      | Košický kraj         |                         | Hernádgecse                  |
| Gelnica             | Gelnica           | Košický kraj         | Göllnitz in der Zips    | Gölnicbánya                  |
| Gemer               | Revúca            | Banskobystrický kraj | Gemersburg, Gömmersburg | Sajógömör                    |
| Gemerček            | Rimavská Sobota   | Banskobystrický kraj |                         | Kisgömöri                    |
| Gemerská Hôrka      | Rožňava           | Košický kraj         |                         | Özörény / Gömörhorka         |
| Gemerská Panica     | Rožňava           | Košický kraj         |                         | Gömörpányit                  |
| Gemerská Poloma     | Rožňava           | Košický kraj         | (Klein-/Groß-)Poloma    | (Kis-/Nagy-)Veszverés        |
| Gemerská Ves        | Revúca            | Banskobystrický kraj | Gemersdorf, Gömmersdorf | Gömörfalva                   |
| Gemerské Dechtáre   | Rimavská Sobota   | Banskobystrický kraj |                         | Détér                        |
| Gemerské Michalovce | Rimavská Sobota   | Banskobystrický kraj |                         | Gömörmihályfalva             |
| Gemerské Teplice    | Revúca            | Banskobystrický kraj |                         | Jolsvatapolca (Gömörtapolca) |
| Gemerský Jablonec   | Rimavská Sobota   | Banskobystrický kraj |                         | Gömöralmágy                  |
| Gemerský Sad        | Revúca            | Banskobystrický kraj |                         | Gömörliget                   |
| Geraltov            | Prešov            | Prešovský kraj       | Gerald bei Raßlawitz    | Gellért                      |
| Gerlachov           | Bardejov          | Prešovský kraj       | Gerlsdorf im Scharosch  | Gerla                        |
| Gerlachov           | Poprad            | Prešovský kraj       | Gerlsdorf in der Zips   | Gerlahfalva                  |
| Giglovce            | Vranov nad Topľou | Prešovský kraj       |                         | Giglóc                       |
| Giraltovce          | Svidník           | Prešovský kraj       | Gerald                  | Girált                       |
| Girovce             | Vranov nad Topľou | Prešovský kraj       |                         | Gerlefalva                   |
| Glabušovce          | Veľký Krtíš       | Banskobystrický kraj |                         | Galábocs                     |
| Gočaltovo           | Rožňava           | Košický kraj         | Goldshof                | Gacsalk                      |
| Gočovo              | Rožňava           | Košický kraj         |                         | Gócs                         |
| Golianovo           | Nitra             | Nitranský kraj       |                         | Lapásgyarmat                 |
| Gortva              | Rimavská Sobota   | Banskobystrický kraj |                         | Gortvakisfalud               |
| Gôtovany            | Liptovský Mikuláš | Žilinský kraj        |                         | Guotfalu                     |
| Granč-Petrovce      | Levoča            | Prešovský kraj       | Grantsch-Petersdorf     | Garancspetróc                |
| Gregorova Vieska    | Lučenec           | Banskobystrický kraj |                         | Gergelyfalva                 |
| Gregorovce          | Prešov            | Prešovský kraj       |                         | Gergelylaka                  |
| Gribov              | Stropkov          | Prešovský kraj       |                         | Kisgombás                    |
| Gruzovce            | Humenné           | Prešovský kraj       |                         | Gorzó                        |
| Gyňov               | Košice-okolí      | Košický kraj         |                         | Hernádgönyű                  |

- Seznam měst, obcí a vojenských obvodů na Slovensku, A–G
- Seznam měst, obcí a vojenských obvodů na Slovensku, H–L
- Seznam měst, obcí a vojenských obvodů na Slovensku, M–R
- Seznam měst, obcí a vojenských obvodů na Slovensku, S–Ž

A B C Č D E F G H Ch I J K L M N Ň O P R S Š T Ť U V Z Ž